# マキシマ オランダ・プリンセス物語
『マキシマ オランダ・プリンセス物語』（オランダ語: Maxima）は2023年オランダのテレビドラマ。全6話。
現オランダ王妃マキシマを主人公とし、アルゼンチンで生まれ育ったマキシマがオランダ皇太子ウィレム・アレキサンダーと出会い、プリンセスになるまでの物語。
日本での放送は2025年1月22日、NHKBSプレミアム4Kで開始された。

## 出演
※括弧内は日本語吹替。
- マキシマ・ソレギエタ ‐ デルフィーナ・チャベス（英語版）[1][2]（坂本真綾[2]）
- ウィレム・アレキサンダー ‐ マルタイン・ラケマイヤー（英語版）[1][2]（神谷浩史[2]）
- ホルヘ・ソレギエタ ‐ ダニエル・フレイレ[1][2]（仲野裕）
- ベアトリクス女王 ‐ エルジー・デ・ブラウ[1][2]（一龍斎貞友）
- クラウス王配 ‐ ゼバスティアン・コッホ[1][2]（黒澤剛史）
- トーマス・ヴァーへナル ‐ ヤーコブ・デーウィック[1][2]（北田理道）

### その他
日野由利加（マリア）、武田華、下山田綾華、ツノダ順子、清水優譲、広瀬竜一、南野こころ、足立由夏、岡村明香、窪田愛 、くわばらあきら、西健亮、石井瑞樹、青耶木まゆ、小柳日菜、吉澤悠、沖田優衣、白川聖、水谷麻鈴、大西綺華

## スタッフ
- 脚本 イルセ・オット、マルニー・ブロック、マルセラ・ゲルティ、ディーデ・ズィリンゲル・モーレナール、セイツケ・コック
- 演出 サスキア・ディーシング、ヨーシェ・デュク、イバン・ロペス・ヌニェス[6]
- 制作 Millstreet Films

### 日本語版制作
- 翻訳 伊原奈津子
- プロデューサー 万代知花
- 音声 藤樫衛
- 演出 吉田啓介
- 制作統括 林貴子、榎戸崇泰